# Kostel svatého Matouše (Vernířovice)
Kostel svatého Matouše ve Vernířovicích je barokní stavba z roku 1776. Kostel byl v roce 1837 zvětšen a v roce 1851 opraven do dnešní podoby.

## Historie
Kostel sv. Matouše vznikl na místě hřbitovní kaple se zvonicí, postavené roku 1711 na náklady místního rychtáře. Kaple byla v letech 1773 až 1776 rozšířena na kostel. Roku 1777 byla postavena fara a dosazen první kněz. Na paměť této významné události nechali Vernířovičtí zhotovit a u kostela vztyčit krupníkový sloup se sochou sv. Jana Nepomuckého, který dodnes zdobí vnější stěnu presbyteria. V roce 1836 nechal majitel panství hrabě Mittrowský přistavět ke kostelu z jižní strany menší sakristii a také oratoř. Poslední velkou stavební úpravou prošel kostel v roce 1851. Noví majitelé, Kleinové z Vizmberku, nechali opravit střechu, vyměnit strop, vybudovat nové schody na věž a předsíň. V roce 1876 byl na střeše postaven sanktusník se zvonkem k vyzvánění při úmrtích. Další opravy byly prováděny v letech 1892-1895 za faráře Schamschuly (výměna plechové báně, úprava hlavního oltáře, výmalba interiéru i fasády). Ve 30. letech 20. století byly pořízeny nové kostelní lavice, položena nová dlažba, zavedena elektřina a vyměněna okna.
Po 2. světové válce farnost nebyla obsazena novým knězem a kostel chátral a hrozila mu zkáza. V roce 1974 musela být provedena generální oprava exteriérů. V letech 2000-2003 byla provedena oprava kostela, na kterou finančně přispěla obec, olomoucká arcidiecéze i místní občané a němečtí krajané. Při příležitosti ukončení těchto prací byla na jižní straně věže umístěna deska s česko-německým nápisem. Další prostředky z programu Rozvoje venkova získané v roce 2012 umožnily dokončení celkové rekonstrukce.

## Popis
Kostel je jednoduchá stavba obdélného půdorysu zakončená výklenkem kněžiště. Na jihozápadní straně je přistavěna sakristie stejně vysoká jako hlavní loď. Věž s cibulovou bání včetně kříže je vysoká 24 m. V roce 1883 byly na věž instalovány hodiny, které zhotovil místní sedlák. Jednoduchá, mírně zaklenutá okna jsou umístěna po obvodu kostela v horní části pod římsou. Inventářem kostela jsou dva věžní zvony, zasvěcené sv. Josefu a Panně Marii a sv. Matoušovi. Jeden menší zvon je také v sanktusníku.

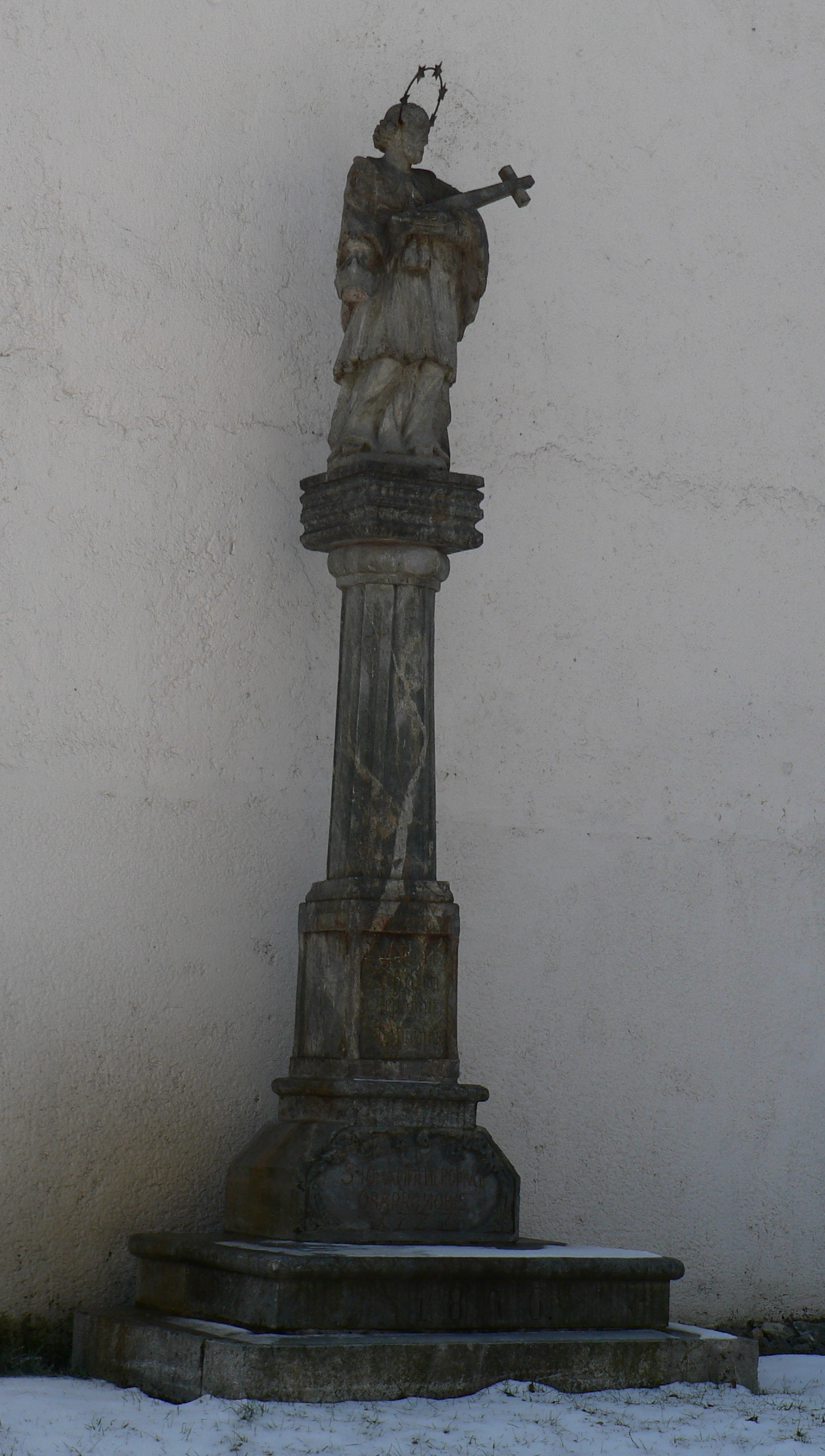
socha sv. Jana Nepomuckého

U kostela stojí dvě státem chráněné kulturní památky vytvořené z místní, vzácně se vyskytující horniny „krupníku“:
socha sv. Jana Nepomuckého, ojedinělé rustikální barokní dílo z roku 1777, Socha byla restaurována v r. 2003.
litinový kříž s pozlaceným tělem Krista na kamenném podstavci. Kříž byl postaven roku 1865 na náklady rodiny Kleinů, majitelů železáren v Sobotíně
Interiér kostela je uzavřen plochým stropem. Kněžiště je od lodi odděleno zvýšeným stupněm. Většina mobiliáře pochází z konce 19. a počátku 20. století. Nejhodnotnější součástí výzdoby je obraz svatého Matouše od Augusta Gemunda, umístěný na čelní zdi kněžiště nad hlavním oltářem. Na kůru se nacházejí varhany z dílny F.Kolb's Söhne z počátku 20. století. V interiéru se nachází pozdně gotická plastika světice z počátku 16. stol. Pravděpodobně se jedná o mariánskou sošku ze staré vernířovické kaple.